# Łuże (Mielec)
Łuże – dawniej samodzielna wieś, od 1985 część Mielca. Leży wśród lasów wzdłuż ulicy Łuże. Pod względem administracyjnym jest częścią osiedla Rzochów, choć stanowi odległą wschodnią eksklawę Mielca, położoną około 5 km za lasem.

## Historia
Dawniej odrębna miejscowość, należąca do gminy jednostkowej Białybór w Bezirk Kolbuszów. Następnie Łuże było przysiółkiem Rzemienia w powiecie mieleckim.
1934–1954 w zbiorowej gminie Przecław, 1954–1972 w gromadzie Rzemień. 
1 stycznia 1973 Łuże wraz z Podlasem odłączono od wsi Rzemień i włączono do wsi Rzochów w reaktywowanej gminie Mielec. 1 stycznia 1985 Łuże (jako część Rzochowa) wraz z Rzochowem włączono do Mielca.